# Hoa hậu Thế giới 1959

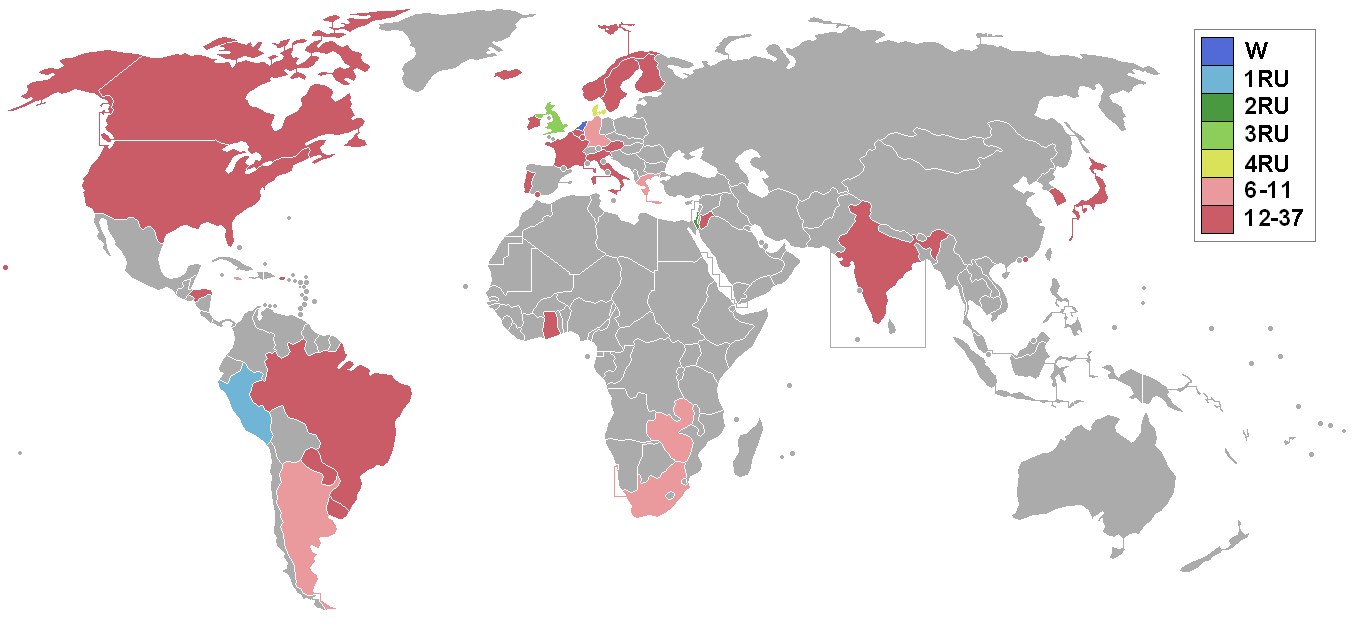
Các quốc gia và vùng lãnh thổ tham dự cuộc thi và kết quả

Hoa hậu Thế giới 1959, là cuộc thi Hoa hậu Thế giới lần thứ 9, được tổ chức vào ngày 10 tháng 11 năm 1959 tại nhà hát Lyceum, Luân Đôn, Vương quốc Anh. 37 thí sinh tham dự cuộc thi. Người chiến thắng là Corinne Rottschäfer, đại diện cho Hà Lan.

## Kết quả
| Kết quả               | Thí sinh |
| --------------------- | --- |
| Hoa hậu Thế giới 1959 | - Hà Lan – Corinne Rottschafer † |
| Á hậu 1               | - Peru – María Elena Rossel Zapata |
| Á hậu 2               | - Israel – Ziva Shomrat |
| Á hậu 3               | - Vương quốc Anh – Anne Thelwell |
| Á hậu 4               | - Đan Mạch – Kirsten Olsen |
| Top 11                | - Argentina – Amalia Yolanda Scuffi - Tây Đức – Helga Meyer - Hy Lạp – Yakiathi Karaviti - Jamaica – Sheila Chong - Rhodesia và Nyasaland – Vivien Lentin - Nam Phi – Moya Meaker |

## Thí sinh
- Argentina - Amalia Yolanda Scuffi
- Áo - Helga Knofel
- Bỉ - Diane Hidalgo
- Brasil - Dione Brito Oliveira
- Canada - Huguette Demers
- Đan Mạch - Kirsten Olsen
- Phần Lan - Margit Jaatinen
- Pháp - Marie Hélène Trové
- Đức - Helga Meyer
- Ghana - Star Nyaniba Annan
- Gibraltar - Viola Howells
- Hy Lạp - Yakiathi Karaviti
- Hawaii - Margaret Moani Keala Brumaghim
- Hà Lan - Corinne Rottschäfer
- Honduras - Rosemary Lefebre
- Hồng Kông - Michelle Mok Ping-Ching
- Iceland - Sigurbjörg Sveinsdóttir
- Ấn Độ - Fleur Ezekiel
- Ireland - Ann Fitzpatrick
- Israel - Ziva Shomrat
- Ý - Paola Falchi
- Jamaica - Sheila Chong
- Nhật Bản - Chieko Ichinose
- Jordan - Ufemia Jabaji
- Hàn Quốc - Seo Jung-ae
- Luxembourg - Josee Pundel
- Na Uy - Berit Grundvig
- Paraguay - Elvira dos Santos Encina
- Perú - Maria Elena Rosell Zapata
- Bồ Đào Nha - Maria Teresa Motoa Cardoso
- Puerto Rico - Lilie Diaz
- Rhodesia và Nyasaland - Vivien Lentin
- Nam Phi - Moya Meaker
- Thụy Điển - Carola Hakansson
- Vương quốc Anh - Anne Thelwell
- Hoa Kỳ - Loretta Powell
- Uruguay - Yvonne Kelly